# Saint-Léonard
Saint-Léonard er en lille landsby i den schweiziske kanton Valais. Byen ligger 6-8 km fra Sion i nordøstlig retning, lige nord for Hovedvej 9 længere inde i Rhonedalen.

## Turisme
Byen er bedst kendt for sin underjordiske sø, Lac souterrain de Saint-Léonard, som er Europas største underjordiske sø, og som kan besøges af publikum.